# Japanska kopnena vojska
Japanska kopnena vojska ili Japanske kopnene samoobrambene snage (engl. JGSDF - Japan Ground Self-Defense Force) je naziv za kopnenu komponentu Oružanih snaga Japana (JSDF). Sjedište Japanske kopnene vojske je u gradu Ichigaya, Tokio. Trenutni zapovjednik kopnenih snaga je general Yoshifumi Hibako. Kopnene snage broje oko 147.000 vojnika.

## Organizacija

### Taktička organizacija
Japanske kopnene snage sastoje se od sljedećih taktičkih jedinica:
- jedna oklopna divizija,
- devet pješačkih divizija, smanjeno s 12, svaka s tri ili četiri pješačke pukovnije veličine bataljuna,
- jedna padobranska brigada,
- dvije miješane brigade,
- četiri trening brigade,
- jedna topnička brigada s dvije grupe,
- dvije protuzrakoplovne brigade s po tri grupe,
- jedna helikopterska brigada s 24 divizije i dva helikopterska protutenkovska voda.

U Japanskoj kopnenoj vojsci su dvije veličine divizije: 9000 ljudi i 7000 ljudi. Brigade su većinom kombinirane s pješačkim, oklopnim, topničkim i logističkim jedinicama. Veličina brigade u japanskoj kopnenoj vojsci je od 3000 do 4000 vojnika.

## Oprema

### Tenkovi
- Tip 10 (53)
- Tip 90 (341)
- Tip 74 (561)

### Borbena vozila pješaštva
- Mitsubishi Tip 89 IFV (300) [1]

### Samohodno topništvo
- Tip 99 155 mm samohodna haubica
- Tip 75 samohodna haubica (140)
- M110 haubica (90)
- MLRS (90)

### Vučno topnoštvo
- FH-70 (480)  /  /

### Minobacači
- M2 107 mm minobacač
- Tip 64 81 mm minobacač
- L16 81 mm minobacač
- RT 120 mm minobacač
- Tip 96 120 mm samohodni minobacač

### Oklopna vozila
- Tip 82 zapovjedno vozilo (500)
- Tip 87 izviđačko vozilo (100)
- Komatsu LAV (1300+)

### Oklopni transporteri
- Tip 60 oklopni transporter (60)
- Tip 73 oklopni transporter (340)
- Tip 96 oklopni transporter na kotačima (160, još 340 naručeno) [2]

### Protuzrakoplovna vozila
- Tip 87 samohodni protuzrakoplovni top (41)

### Protuzrakoplovni topovi
- Oerlikon 35 mm protuzrakoplovni top s dvije cijevi
- Bofors 40 mm top

### Protutenkovski (ATGM) i protubrodski (ASM) vođeni projektili
- Tip 01 LMAT laki protutenkovski projektil
- Tip 64 MAT protutenkovski projektil (220)
- Tip 79 Jyu-MAT protutenkovski projektil
- Tip 87 Chu-MAT7 protutenkovski projektil
- Tip 88 zemlja-brod projektil
- Tip 96 višenamijenski sustav

### Projektili zemlja-zrak
- Improved-HAWK
- Tip 81 zemlja-zrak projektil kratkog dometa (57)
- Tip 91 prijenosni zemlja-zrak projektili (210)
- Tip 93 zemlja-zrak projektil kratkog dometa (90)
- Tip 03 zemlja-zrak projektil srednjeg odometa

### Ostala vozila
- Hitachi Tip 73
- Mitsubishi Tip 73 laki kamion
- Toyota Tip 73 kamion
- Isuzu Tip 73 teški kamion
- Toyota Mega Cruiser

### Naoružanje vojnika
- Howa Tip 89
- Howa Tip 64
- Tip 06 puška s granatom
- Minebea PM-9
- Sumitomo MINIMI 5,56 mm strojnica
- Sumitomo M2 12,7 mm teška strojnica
- Howa Tip 96
- M4 karabin  (Samo specijalne jedinice (Special Operations Group))
- Heckler & Koch HK416  (Samo specijalne jedinice (Special Operations Group))
- NTK/Sumitomo Tip 62 strojnica
- SCK/Minebea 9 mm pištolj
- M24 snajper
- Howa 84RR
- Nissan/IHI Aerospace 110 mm LAM

## Zrakoplovna oprema
Japanska kopnena vojska raspolaže s 548 zrakoplova, uključujući 532 helikoptera.
- Višenamijenski transportni avion Beechcraft Super King Air (5)
- Višenamijenski transportni helikopter Bell 205 (130)  Inačice: UH-1H i UH-1J
- Transportni helikopter UH-60 Black Hawk (40)  Inačice: UH-60JA
- Jurišni helipoter Bell AH-1 Cobra (59)  Inačice: AH-1S
- Jurišni helikopter Boeing AH-64 Apache (12)  Inačice: AH-64DJP
- Transportni helikopter Boeing CH-47 Chinook (57)  Inačice: CH-47J i CH-47JA
- VIP helikopter Eurocopter EC 225 (3)  Inačice: EC 225LP[3][4]
- Helikopter Kawasaki OH-1 (37) [5]
- Višenamjenski helikopter MD Helicopters MD 500 (44)  Inačice:OH-6D i OH-6J
- Višenamijenski helikopter Mitsubishi MU-2 (11)  Inačice: LR-1

## Vanjske poveznice
- Japan
- Oprema JGSDF (Globalsecurity.org)